# Käsberg (Hennef)
Käsberg ist ein Ortsteil der Stadt Hennef (Sieg) im Rhein-Sieg-Kreis in Nordrhein-Westfalen.

## Lage
Der Ort liegt in einer Höhe von 137 bis 184 Metern über N.N. auf den Hängen des Westerwaldes, aber noch im Naturpark Bergisches Land. Durch den zerstreuten Ort führt die Bundesstraße 8. Nachbarorte sind Greuelsiefen im Nordosten, Striefen im Osten, Petershohn im Südwesten, Hossenberg und Dondorf im Nordwesten.

## Geschichte
1910 gab es in Käsberg die Haushalte Bäcker und Händler Josef Balensiefen, Gastwirt Karl Balensiefen, Bahnwärter Wilhelm Balensiefen, Tagelöhner Wilhelm Eßer, Händler Engelbert Kümpel, Ackerer Heinrich Mücher, Ackerer Johann Sauer, Ackerer Peter Thomas und Müller Heinrich Wiesgen.
Bis 1934 gehörte Käsberg zur Gemeinde Geistingen.